# BMW Welt
BMW Welt (pol. Świat BMW) – wielofunkcyjne centrum wystawowe, które jest połączeniem ekspozycji pojazdów marki BMW, muzeum, miejsca rozrywki i organizowania imprez, a także miejscem odbioru nowych samochodów. Położone w pobliżu parku olimpijskiego, w bezpośrednim sąsiedztwie muzeum BMW i siedziby koncernu BMW w Monachium, w kraju związkowym Bawaria w Niemczech.

## Opis
Centrum zostało zbudowane pomiędzy sierpniem 2003 a latem 2007 roku. Otwarcie odbyło się z 20 na 21 października 2007 roku. BMW Welt jest najczęściej odwiedzaną atrakcją turystyczną w Bawarii.
W obiekcie prezentowane są także samochody pozostałych marek należących do producenta pojazdów BMW, takich jak: Mini, Rolls-Royce Motor Cars, a także motocykle produkowane przez BMW.

## Historia
Pod koniec lat 90. zarząd BMW AG postanowił zbudować centrum dystrybucyjne. Na jego lokalizację wybrano Oberwiesenfeld, położone na obszarze okręgu administracyjnego miasta Monachium Milbertshofen. Ogłoszono konkurs architektoniczny, w którym zgłoszono 275 propozycji architektów. Eksperci zasiadający w jury zatwierdzili 28 propozycji do dalszego etapu konkursu. Pod koniec 2001 roku wyłoniono zwycięski projekt wiedeńskiego profesora Wolfa Dietera Prixa i biura architektonicznego „Coop Himmelb(l)au”. Inżynierami odpowiedzialnymi za projekt konstrukcji byli Klaus Bollinger i Manfred Grohmann. Prace budowlane rozpoczęły się w sierpniu 2003 roku. Wmurowanie kamienia węgielnego pod budowę BMW Welt odbyło się 16 lipca 2004 roku, w obecności ówczesnego bawarskiego premiera Edmunda Stoibera i burmistrza miasta Monachium Christiana Ude.
Latem 2005 roku zakończono prace budowlane i na dachu obiektu zawieszono wiechę. Na dachu zainstalowano instalację fotowoltaiczną o mocy 800 kW, zajmującą powierzchnię 8000 m², wykonaną przez przedsiębiorstwo „Solarwatt”. Następnie szklane panele o powierzchni 15 000 m² umieszczono na elewacji budynku głównego i połączonej z nim części budynku tzw. „podwójnym stożku”. Prace zewnętrzne zostały zakończone w listopadzie 2006 roku. Rozpoczęto etap wykończeniowy wewnątrz obiektu. Przekazanie do użytku odbyło się w kilku etapach. Na początku września 2007 roku 1000 pracowników zatrudnionych w BMW przetestowało obiekt podczas tzw. próby generalnej.
Pierwotnie otwarcie zaplanowano na Mistrzostwa Świata w Piłce Nożnej 2006. Ostatecznie ceremonia otwarcia odbyła się 17 października 2007 roku. Zaproszono 800 gości ze świata towarzyskiego i polityki. Podczas dni otwartych, w weekend 19–20 października 2007 roku, goście odwiedzili BMW Welt po raz pierwszy. Regularne przekazywanie samochodów klientom rozpoczęło się od 23 października 2007 roku. Od 2009 roku odbywają się tam również koncerty konkursowe w ramach BMW Welt Jazz Award.
28 marca 2010 roku w BMW Welt powitano 5-milionowego gościa, 4 lipca 2012 10-milionowego, a w 2015 roku 20-milionowego gościa. Z ponad trzema milionami odwiedzających rocznie BMW Welt odwiedza dwa razy więcej gości niż zamek Neuschwanstein.

## Galeria

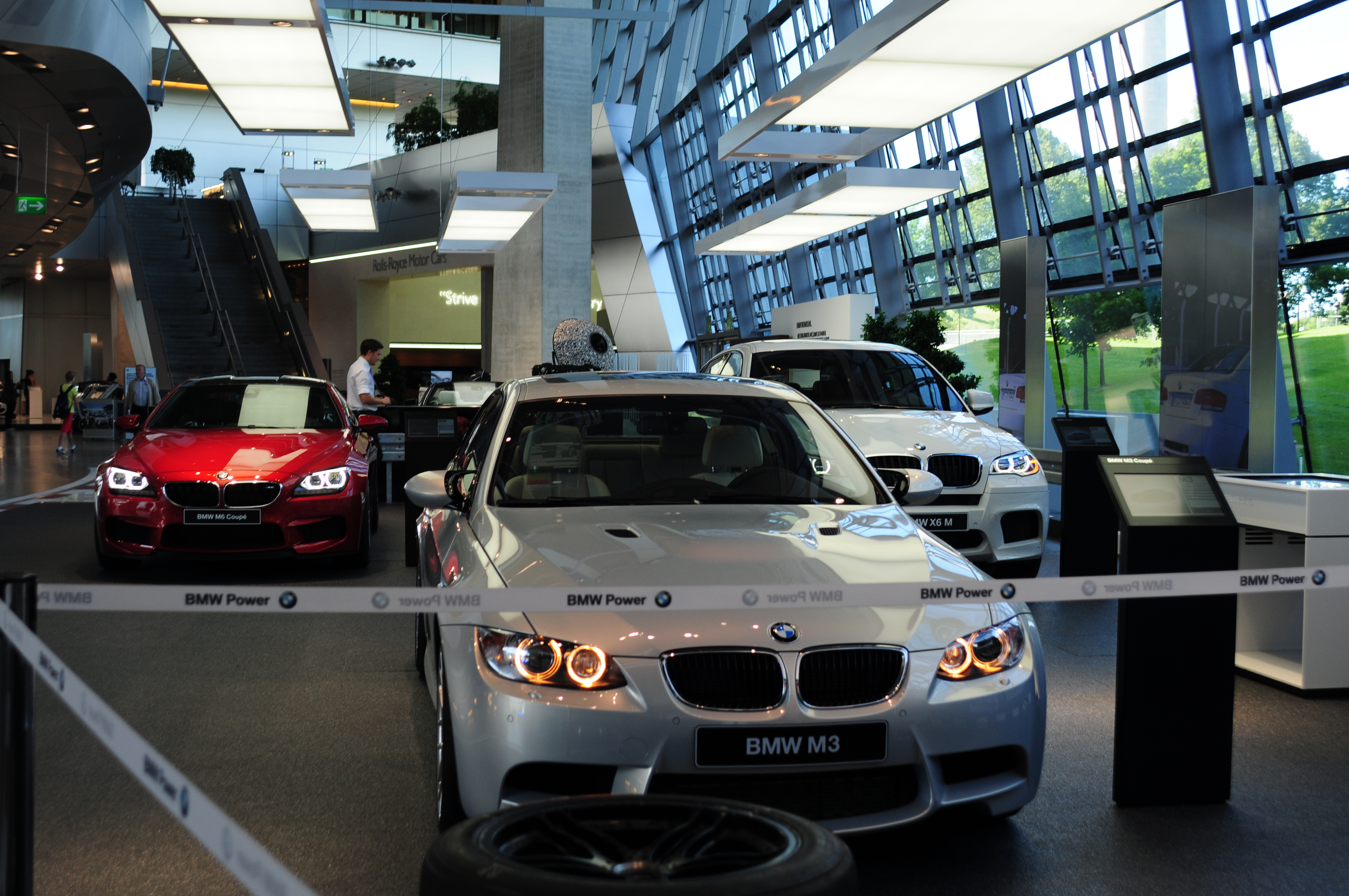
Fragment ekspozycji
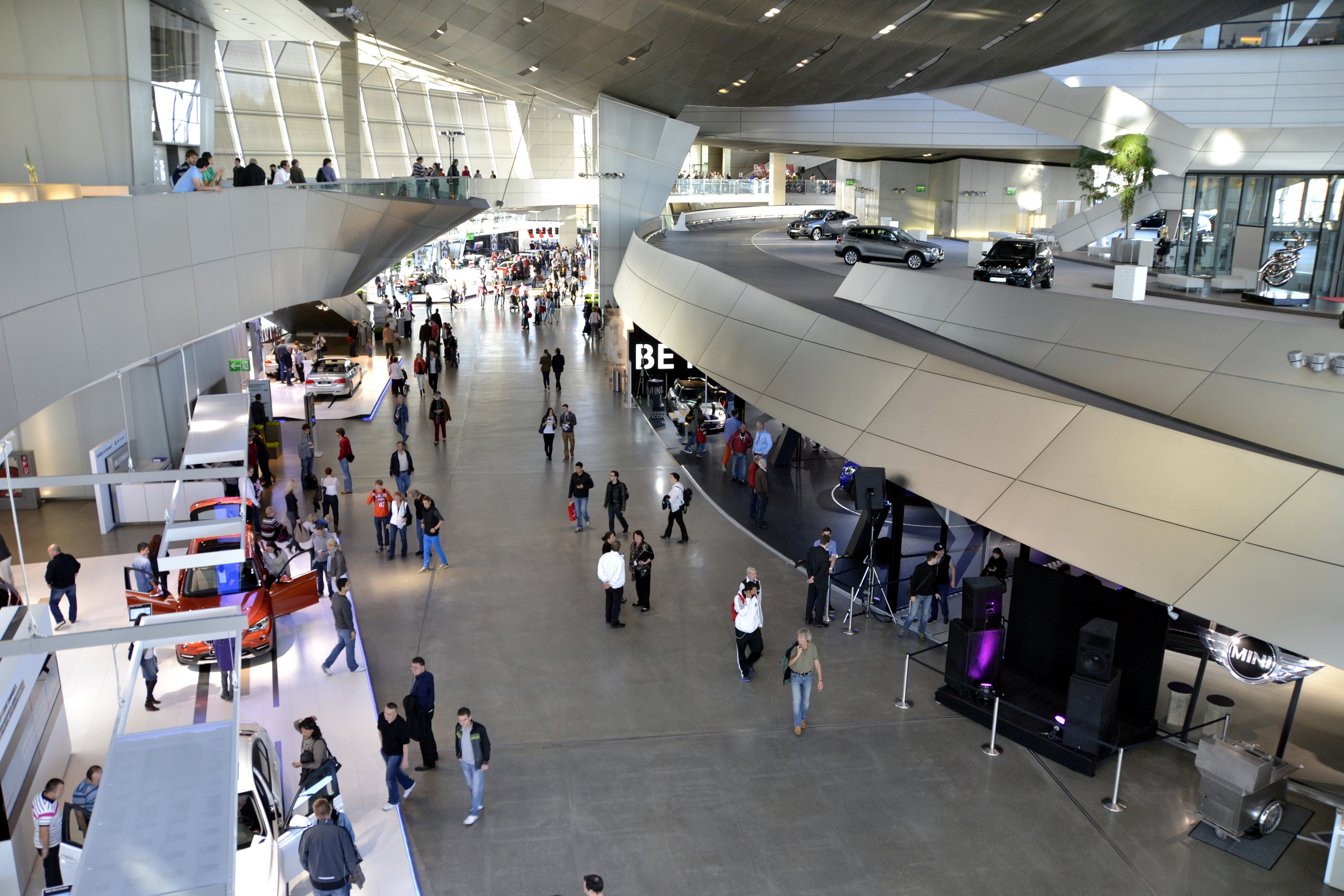
We wnętrzu obiektu
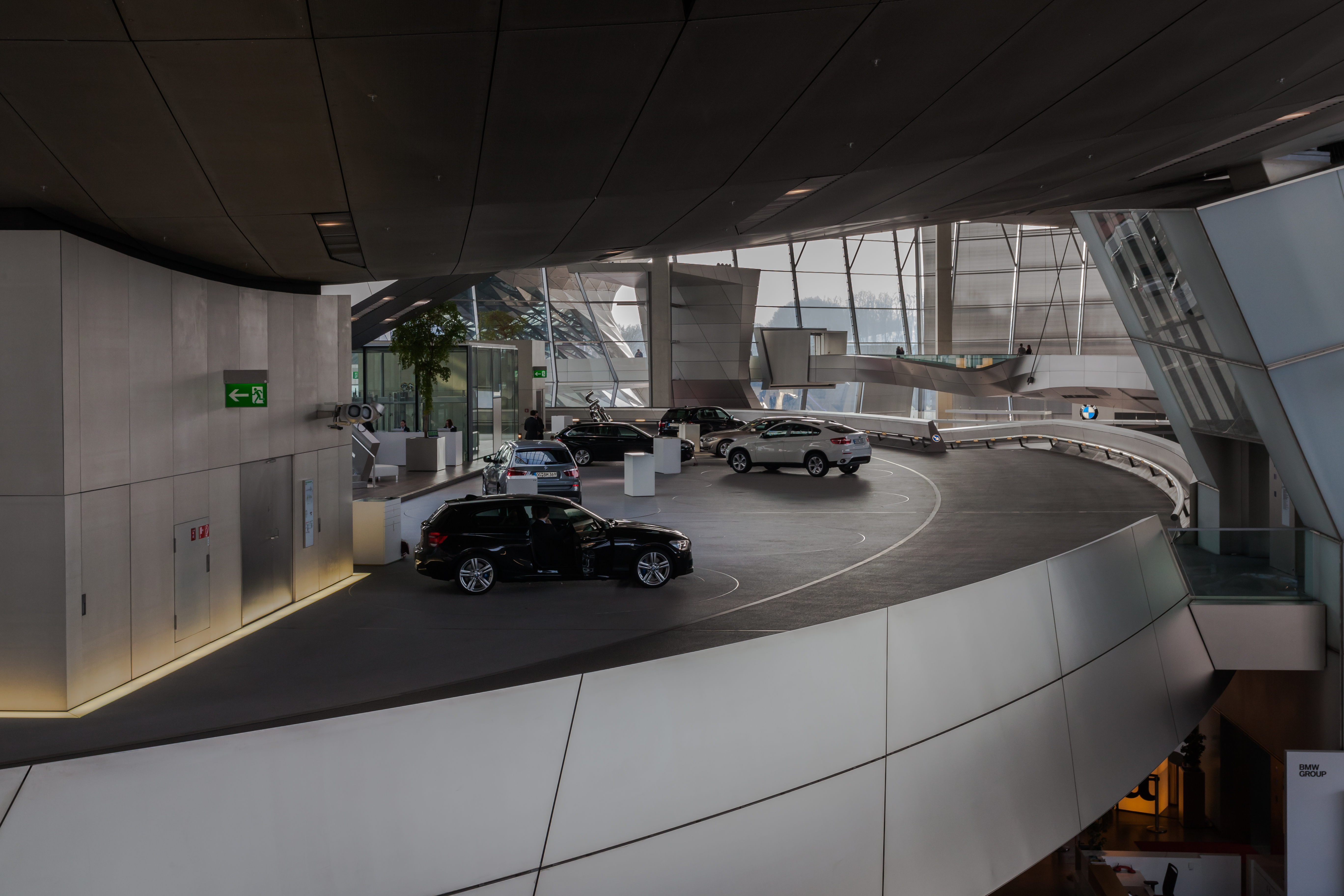
Fragment wnętrza
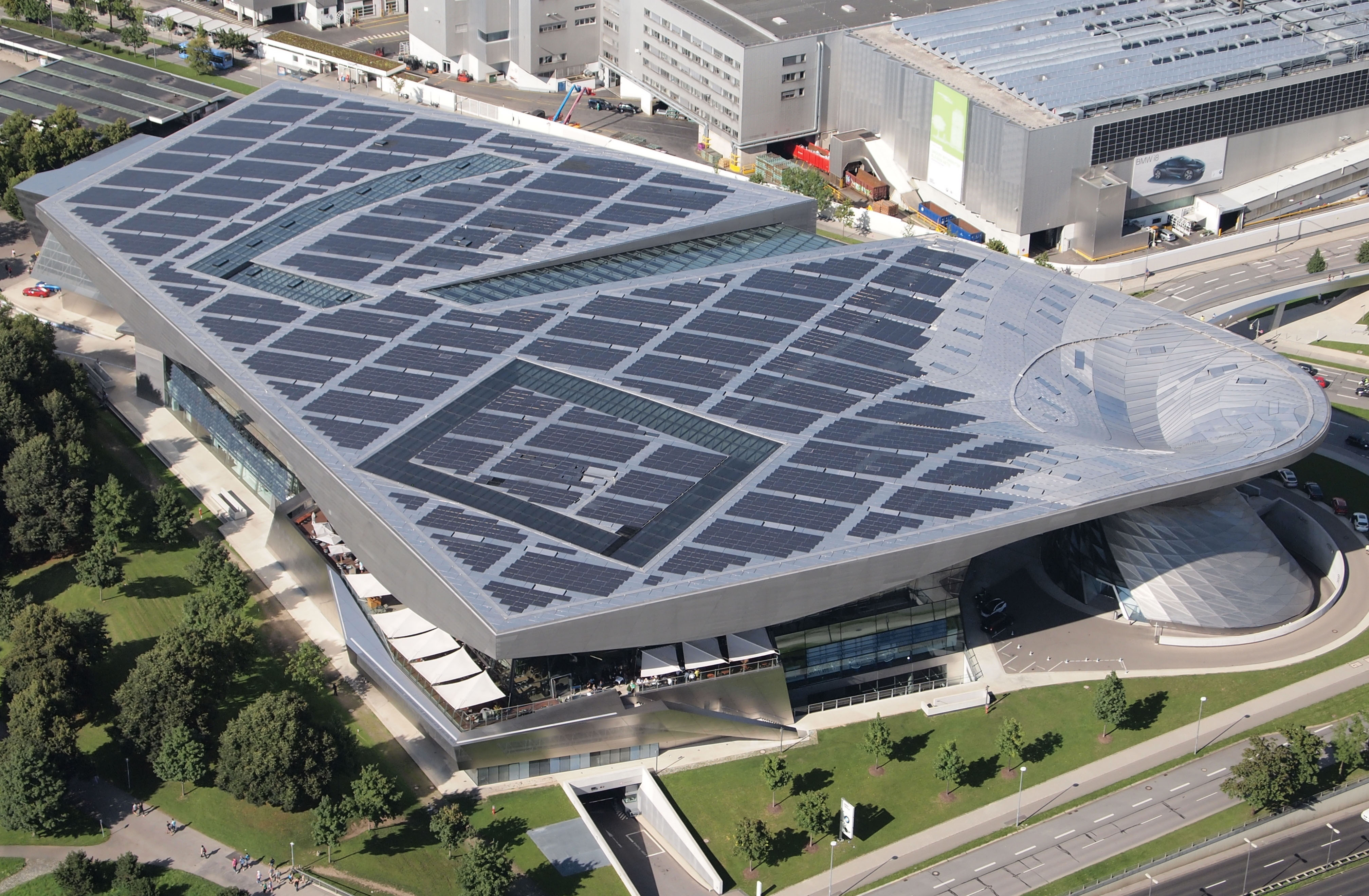
Widok z lotu ptaka